# Alejandro Tiana
Alejandro Tiana Ferrer (prononcé en espagnol : [aleˈxãn̪dɾo ˈtjana fɛˈrɛɾ]) est un universitaire et homme politique espagnol né en 1951 à Madrid.

## Formation
Alejandro Tiana Ferrer naît en 1951 à Madrid. Il est titulaire d'une licence et d'un doctorat en philosophie et pédagogie de l'université complutense de Madrid.

## Parcours d'enseignant
Alejandro Tiana commence sa vie professionnelle en 1974, comme professeur dans l'enseignement primaire et secondaire au collège Siglo XXI de la capitale espagnole. Il est recruté en 1980 par l'université nationale d'enseignement à distance (UNED), où il est professeur assistant au sein de l'Institut des sciences de l'éducation (ICE).
Il devient professeur titulaire de théorie et histoire de l'éducation en 1987, puis professeur des universités quatorze ans plus tard.

## Cadre administratif de l'éducation
Alejandro Tiana occupe entre 1983 et 1988 la direction de l'Institut universitaire d'éducation à distance de l'UNED, puis il est choisi comme directeur du Centre de recherche et de documentation éducative en 1989. Il abandonne cette fonction au bout de cinq ans pour devenir directeur de l'Institut national de la qualité et de l'évaluation (INCE) du ministère de l'Éducation. En 1999, il est désigné vice-recteur de l'UNED, délégué à l'Évaluation et à l'Innovation.

## Haut responsable

### Haut fonctionnaire ministériel
Après le retour au pouvoir du Parti socialiste ouvrier espagnol (PSOE) de José Luis Rodríguez Zapatero au pouvoir en 2004, Alejandro Tiana est nommé secrétaire général de l'Éducation par la ministre de l'Éducation et de la Science María Jesús San Segundo lors du conseil des ministres du 20 avril. À ce poste, il compte parmi les architectes de la loi organique relative à l'éducation (LOE).

### Recteur de l'UNED
Ayant été relevé de ses fonctions ministérielles en 2008, Alejandro Tiana est porté à la direction du centre des hautes études universitaires de l'Organisation des États ibéro-américains pour l'éducation, la science et la culture (OEI).
Il est élu en juin 2013 recteur de l'université nationale d'enseignement à distance avec 55 % des voix. Il est réélu au bout de quatre ans avec 52,3 % des suffrages et intègre à cette occasion la commission permanente de la conférence des recteurs universitaires (CRUE).

### Secrétaire d'État
Quand le PSOE de Pedro Sánchez revient au pouvoir en juin 2018, la ministre de l'Éducation et de la Formation professionnelle Isabel Celaá propose de nommer Alejandro Tiana secrétaire d'État à l'Éducation et à la Formation professionnelle. Prenant ses fonctions le 19 juin, il est reconduit le 15 janvier 2020 en qualité de secrétaire d'État à l'Éducation. Il est relevé de ses fonctions le 1er juin 2022 par Pilar Alegría, nommée ministre en juillet 2021.